# Ліам Ловсон
Ліам Ловсон ( англ. Liam Lawson, нар. 11 лютого 2002) — новозеландський автогонщик, який виступає у Формулі-1 за команду Racing Bulls. 
Ловсон, наставником якого є триразовий переможець Гран-прі Нової Зеландії Кен Сміт, раніше виступав за команду Carlin у чемпіонаті Формули-2 FIA, де він посів третє місце у 2022 році. Він також здобув чемпіонство в Toyota Racing Series в 2019 році. У 2021 році він брав участь в DTM за команду Red Bull AF Corse разом із Алексом Албоном, упустивши чемпіонство на останньому етапі. В 2023 році Ловсон виступав в Супер Формулі, де завершив сезон на другому місці, поступившись Рітомо Міяті.
Ловсон був членом юніорської команди Red Bull та виступав в ролі резервного пілота для команд Формули-1 Red Bull Racing і Scuderia AlphaTauri, пізніше перейменованої на RB, з 2022 до 2024 року. Він дебютував у Формулі-1 на Гран-прі Нідерландів 2023 року, замінивши Данієля Ріккардо в команді AlphaTauri після того, як Ріккардо травмувався в аварії під час вільної практики. В 2024 році він замінив Ріккардо в команді RB, починаючи з Гран-прі США.

## Рання кар'єра та DTM

### Картинг
Ловсон народився в Гастінгзі, але виріс у Пукекохе. Він почав займатися картингом у віці семи років, брав участь у численних чемпіонатах по всій Новій Зеландії, включаючи два чемпіонські титули з картингу в 2014 році. Щороку він повертається до Kartsport Auckland Go Kart Club в Ейвондейлі та змагається у великій гонці City of Sails під час річниці Окленда.

### Нижчі формули
У 2015 році Ловсон дебютував на одномісному автомобілі в зимовій серії Formula First Manfeild з командою Sabre Motorsport, де він фінішував другим, здобувши перемогу та десять подіумів. Кілька місяців потому він приєднався до Sabre, щоб взяти участь у чемпіонаті NZ Formula First, здобувши перемогу та три подіуми на шляху до шостого місця в чемпіонаті та титулу «Новачок року». Наступного року Ловсон перейшов до NZ F1600 Championship Series. Він домінував у чемпіонаті, здобувши чотирнадцять із п’ятнадцяти можливих перемог, та став наймолодшим чемпіоном не лише в історії серії, але й наймолодшим чемпіоном Формули-Форд у світі на той час.
У 2017 році Ловсон перейшов до австралійського чемпіонату Формули-4 з командою BRM, здобувши п’ять перемог і фінішувавши як віце-чемпіон у своєму дебютному сезоні. Наступного року Ловсон залишився на рівні Формули-4, перейшовши на змагання в чемпіонаті Формули-4 ADAC з командою Van Amersfoort Racing і отримав підтримку від Turner's, новозеландської мережі вживаних автомобілів, яка раніше спонсорувала чемпіона IndyCar Скотта Діксона. Здобувши три перемоги та три поул-позиції, Ловсон став віце-чемпіоном в Формулі-4 вдруге поспіль.

### Toyota Racing Series
У листопаді 2018 року Ловсон приєднався до M2 Competition для участі в чемпіонаті 2019 року. Ловсон домінував під час дебютного етапу на трасі Гайлендс, здобувши дві перемоги в гонках з відривом понад дев’ять секунд у кожній і вигравши Меморіальний трофей Дороті Сміт за перемогу в третій гонці. Здобувши три додаткові перемоги протягом сезону, Ловсон забезпечив титул на Гран-прі Нової Зеландії після боротьби протягом сезону з юніором Ferrari та своїм співвітчизником Маркусом Армстронгом.

### DTM
Ловсон брав участь у DTM 2021 року за кермом спонсорованої Red Bull Ferrari команди AF Corse разом із резервним пілотом Формули-1 Алексом Албоном. Він виступав в чемпіонаті DTM одночасно зі своїм першим сезоном Формули-2.
19 червня 2021 року Ловсон виграв стартову гонку DTM у Монці, ставши наймолодшим переможцем у серії. Розворот під час другої гонки в Монці коштував йому фінішу в очках. Він фінішував другим в обох гонках під час наступного етапу на Лаузіцринзі, де він лідирував у другій гонці, але втратив позицію через затримку під час піт-стопу.
Не змігши набрати очок у трьох із чотирьох гонок під час наступних двох етапів, він здобув свою другу перемогу в DTM 4 вересня 2021 року в першій гонці п’ятого етапу на Ред Булл Ринзі, яка також відзначилась його першим поулом. Наступного дня він здобув свою третю перемогу в DTM, вигравши другу гонку на Ред Булл Ринзі після старту з другої позиції.
Після чотирьох подіумів і четвертого місця в наступних п'яти гонках, Ловсон кваліфікувався на поул-позиції до фінальної гонки сезону на Норисрингу. До початку гонки він лідирував у чемпіонаті гонщиків з перевагою в 19 очок, випереджаючи Кельвіна ван дер Лінде на другому місці та на 22 очки випереджаючи Максиміліана Ґьотца на третьому. Однак автомобіль Ловсона був пошкоджений під час зіткнення з ван дер Лінде на першому колі. Ближче до кінця гонки Mercedes віддав командні накази Лукасу Ауеру, який домінував у гонці, та Філіпу Еллісу, щоб дозволити Ґьотцу взяти лідерство та забезпечити свою третю перемогу в сезоні, яка дозволила йому випередити Ловсона на три очки в підсумковій таблиці чемпіонату. Після гонки Ловсон був помітно розчарований своїм другим місцем у чемпіонаті. Він сказав, що ван дер Лінде «виштовхнув» його, і назвав південноафриканця «найбруднішим хлопцем, проти якого він коли-небудь змагався». Ван дер Лінде отримав п'ять секунд штрафу за маневр, перш ніж отримати прокол в іншій сутичці з Ґьотцем на завершальному етапі гонки. Ловсон також заявив, що більше не збирається залишатися в DTM.

## Супер Формула

### 2023
Ловсон покинув Формулу-2 наприкінці 2022 року та взяв участь у чемпіонаті Супер Формули 2023 року з діючими чемпіонами Team Mugen разом із дворазовим чемпіоном серед пілотів Томокі Ноджірі. Під час першої гонки на трасі Фудзі Ловсон одразу ж продемострував швидкість, кваліфікувавшись третім і став першим гонщиком, який переміг у своїй дебютній гонці японської Топ-Формули з 1978 року. У другій гонці Ловсон фінішував третім, але штраф за порушення правил під час режиму автомобіля безпеки понизило його на п'яте місце. У третьому раунді на Судзуці він кваліфікувався лише дев’ятим, але піднявся на четверте місце в гонці. На трасі Автополіс він кваліфікувався другим, тоді як його напарник по команді був відсторонений від змагань через колапс легенів, а в гонці він зумів обійти Шо Цубоя та стримати пізню атаку від Рітомо Міяти для перемоги в гонці та лідерства в чемпіонаті. Ловсон провів важкий раунд у Суго, кваліфікувавшись лише шостим. Непорозуміння під час радіозв'язку з командою призвело до того, що Ловсон фінішував лише п'ятим, програвши лідерство в чемпіонаті Міяті. Тим не менш, новозеландець здобув перемогу під час другого раунду Фудзі та майже наздогнав Міягі, відстаючи лише на одне очко.
У Мотеґі Ловсон кваліфікувався третім, заробивши очко та перейнявши лідерство в чемпіонаті. Однак Ловсон втратив керування на старті після того, як виїхав за межі траси, намагаючись обійти товариша по команді Ноджірі, і спричинив завал з кількох машин, що призвів до зупинки гонки. Він отримав покарання у вигляді проїзду через піт-лейн, за те що його команда працювала над машиною під час червоного прапора, і фінішував на 13-му місці. Незважаючи на відставання від Міяти на вісім очок перед фіналом на Судзуці, Ловсон похвалив свою команду за те, що вона вчасно відремонтувала його машину до рестарту гонки. Ловсон кваліфікувався сьомим до першої гонки фіналу на Судзуці, однак ранній червоний прапор під час гонки обмежив його просування вперед лише до шостого місця. Після цього він здобув свій перший і єдиний поул для другої гонки. На початку гонки Ловсов поступився лідерством Какуношину Оті, і врешті-решт завершив гонку на другому місці. Ловсон не зумів обійти Міяту в чемпіонаті, щоб здобути титул чемпіона, набравши 106,5 очок та посівши друге місце в турнірній таблиці з трьома перемогами, поулом і ще одним подіумом.
Ловсон не продовжив виступати в Супер Формулі в 2024 році, вирішивши повністю зосередитися на своїй ролі резервного пілота в Формулі-1.

## Формула-1
У лютому 2019 року Ловсон приєднався до юніорської команди Red Bull.
У липні 2021 року він отримав свій перший досвід керування болідом Формули-1 на фестивалі швидкості в Гудвуді 2021 року, за кермом Red Bull RB7 2011 року. Наприкінці сезону 2021 року Ловсон взяв участь у тесті молодих пілотів в Абу-Дабі з командою Scuderia AlphaTauri за кермом AT02. У сезоні 2022 року він був тестовим та резервним пілотом AlphaTauri. У березні 2022 року Франц Тост повідомив, що Ловсон дебютує у Формулі-1 під час однієї з вільних практик протягом сезону. Він дебютував під час вільної практики на Гран-прі Бельгії 2022 року, поєднавши його з вікендом у Формулі-2.
Після використання расистської лайки Юрі Віпсом під час прямої трансляції на Twitch у червні 2022 року Крістіан Горнер підтвердив, що Ловсон замінить Віпса як резервний гонщик Red Bull Racing, розділивши цю роль із AlphaTauri. Ловсон ще раз виступив у вільній практиці з AlphaTauri на Гран-прі Мехіко 2022 року. Він дебютував у Red Bull під час практики на завершальному Гран-прі Абу-Дабі. Після цього Ловсон взяв участь у післясезонних тестах в Абу-Дабі за кермом Red Bull.
У 2023 році Ловсон залишився резервним пілотом Red Bull і AlphaTauri. У лютому він повернувся за кермо Red Bull RB7 для демонстраційного заїзду під час 12-годинної гонки в Батерсті 2023 року. Після Гран-прі Великої Британії Нік де Вріс був звільнений з посади основного пілота в AlphaTauri, а Данієль Ріккардо був обраний замінити нідерландця замість Ловсона. Після оголошення новозеландець заявив, що «зрозумів їхнє рішення», і сказав, що заміни посеред сезону є «надзвичайно важкими».

### AlphaTauri (2023)
Ловсон дебютував у Формулі-1 на Гран-прі Нідерландів за команду AlphaTauri, замінивши Ріккардо після того, як той отримав перелом зап’ястка в аварії під час другої вільної практики в п’ятницю. Він кваліфікувався 20-м та фінішував на 13-му місці в складній гонці з періодичним дощем, випередивши свого напарника по команді Юкі Цуноду. 28 серпня 2023 року директор команди AlphaTauri Франц Тост заявив, що Ловсон, швидше за все, продовжить виступати за команду на Гран-прі Італії. Пізніше було оголошено що Ловсон продовжить підміняти Ріккардо, доки австралієць не буде готовий повернутися до перегонів. На Гран-прі Італії Ловсон кваліфікувався 12-м і фінішував на 11-ій позиції. На Гран-прі Сінгапуру він кваліфікувався 10-м, вибивши лідера чемпіонату Макса Ферстаппена в другому сегменті кваліфікації. Відбившись від атак Алекса Албона на останніх колах, Ловсон завершив гонку дев'ятим, вперше набравши очки у Формулі-1.
На Гран-прі Японії Ловсон знову випередив свого товариша по команді Цуноду, завершивши гонку на 11-ій позиції. Гран-прі Катару стало фінальним виступом для Ловсона в 2023 році. У спринті він припустився помилки та вилетів у гравій, а основну гонку завершив останнім серед пілотів, що перетнули фінішну лінію. Ріккардо повністю відновився та повернувся на наступному Гран-прі США, а Ловсон повернувся до своєї ролі резервного пілота.

### RB (2024)
У 2024 році Ловсон продовжив свою роль резервного пілота Red Bull Racing та RB (перейменована AlphaTauri). У середині липня Ловсон провів знімальний день за кермом Red Bull RB20 в Сільверстоуні після Гран-прі Великої Британії. Наприкінці липня він мав провести ще один знімальний день, але вже за кермом RB VCARB 01 в Імолі. Наприкінці вересня в RB оголосили, що Ловсон замінить Данієля Ріккардо, починаючи з Гран-прі США.

## Результати виступів

### Загальна статистика
| Сезон   | Серія                                  | Команда                            | Гонки                    | Перемоги                 | Поули                    | Н/к                      | Подіуми                  | Очки                     | Місце                    |
| ------- | -------------------------------------- | ---------------------------------- | ------------------------ | ------------------------ | ------------------------ | ------------------------ | ------------------------ | ------------------------ | ------------------------ |
| 2015    | Formula First Manfeild Winter Series   | Sabre Motorsport                   | 12                       | 1                        | 1                        | 1                        | 10                       | 631                      | 2                        |
| 2015–16 | New Zealand Formula First Championship | Sabre Motorsport                   | 24                       | 1                        | 0                        | 1                        | 3                        | 1028                     | 6                        |
| 2016–17 | NZ F1600 Championship Series           | Liam Lawson Motorsport             | 15                       | 14                       | 5                        | 12                       | 15                       | 605                      | 1                        |
| 2017    | Австралійська Формула-4                | Team BRM                           | 21                       | 5                        | 1                        | 1                        | 12                       | 300                      | 2                        |
| 2017    | Victorian Formula Vee Championship     | JRD                                | 3                        | 0                        | 0                        | 0                        | 1                        | 60                       | 15                       |
| 2018    | Чемпіонат Формули-4 ADAC               | Van Amersfoort Racing              | 20                       | 3                        | 3                        | 0                        | 9                        | 234                      | 2                        |
| 2018    | Чемпіонат Азійської Формули-3          | Pinnacle Motorsport                | 3                        | 3                        | 2                        | 3                        | 3                        | 75                       | 8                        |
| 2019    | Чемпіонат Формули-3 FIA                | MP Motorsport                      | 16                       | 0                        | 0                        | 0                        | 2                        | 41                       | 11                       |
| 2019    | Гран-прі Макао                         | MP Motorsport                      | 1                        | 0                        | 0                        | 0                        | 0                        | Н/Д                      | 7                        |
| 2019    | Euroformula Open Championship          | Motopark                           | 14                       | 4                        | 2                        | 1                        | 7                        | 179                      | 2                        |
| 2019    | Toyota Racing Series                   | M2 Competition                     | 15                       | 5                        | 4                        | 5                        | 11                       | 356                      | 1                        |
| 2020    | Чемпіонат Формули-3 FIA                | Hitech Grand Prix                  | 18                       | 3                        | 1                        | 1                        | 6                        | 143                      | 5                        |
| 2020    | Toyota Racing Series                   | M2 Competition                     | 15                       | 5                        | 4                        | 7                        | 10                       | 356                      | 2                        |
| 2021    | Чемпіонат Формули-2 FIA                | Hitech Grand Prix                  | 23                       | 1                        | 1                        | 2                        | 3                        | 103                      | 9                        |
| 2021    | Deutsche Tourenwagen Masters           | Red Bull AF Corse                  | 16                       | 3                        | 4                        | 1                        | 10                       | 227                      | 2                        |
| 2022    | Чемпіонат Формули-2 FIA                | Carlin                             | 28                       | 4                        | 0                        | 3                        | 10                       | 149                      | 3                        |
| 2022    | Формула-1                              | Scuderia AlphaTauri                | Тестовий/Резервний пілот | Тестовий/Резервний пілот | Тестовий/Резервний пілот | Тестовий/Резервний пілот | Тестовий/Резервний пілот | Тестовий/Резервний пілот | Тестовий/Резервний пілот |
| 2022    | Формула-1                              | Oracle Red Bull Racing             | Тестовий/Резервний пілот | Тестовий/Резервний пілот | Тестовий/Резервний пілот | Тестовий/Резервний пілот | Тестовий/Резервний пілот | Тестовий/Резервний пілот | Тестовий/Резервний пілот |
| 2023    | Супер Формула                          | Team Mugen                         | 9                        | 3                        | 1                        | 2                        | 4                        | 106,5                    | 2                        |
| 2023    | Формула-1                              | Scuderia AlphaTauri                | 5                        | 0                        | 0                        | 0                        | 0                        | 2                        | 20                       |
| 2023    | Формула-1                              | Oracle Red Bull Racing             | Резервний пілот          | Резервний пілот          | Резервний пілот          | Резервний пілот          | Резервний пілот          | Резервний пілот          | Резервний пілот          |
| 2024    | Формула-1                              | Visa Cash App RB F1 Team           | 6                        | 0                        | 0                        | 0                        | 0                        | 4                        | 21                       |
| 2024    | Формула-1                              | Oracle Red Bull Racing             | Резервний пілот          | Резервний пілот          | Резервний пілот          | Резервний пілот          | Резервний пілот          | Резервний пілот          | Резервний пілот          |
| 2025    | Формула-1                              | Oracle Red Bull Racing             | 2                        | 0                        | 0                        | 0                        | 0                        | 0*                       | 17*                      |
| 2025    | Формула-1                              | Visa Cash App Racing Bulls F1 Team | 0                        | 0                        | 0                        | 0                        | 0                        | 0*                       | 17*                      |

* Сезон триває.

### Deutsche Tourenwagen Masters
| Рік  | Команда           | Автомобіль               | 1     | 2        | 3       | 4     | 5          | 6       | 7        | 8          | 9     | 10      | 11      | 12    | 13      | 14    | 15      | 16        | Місце | Очки |
| ---- | ----------------- | ------------------------ | ----- | -------- | ------- | ----- | ---------- | ------- | -------- | ---------- | ----- | ------- | ------- | ----- | ------- | ----- | ------- | --------- | ----- | ---- |
| 2021 | Red Bull AF Corse | Ferrari 488 GT3 Evo 2020 | МНЦ 1 | МНЦ 2 13 | ЛАУ 1 2 | ЛАУ 2 | ЗОЛ 1 Схід | ЗОЛ 2 3 | НЮР 1 13 | НЮР 2 Схід | РБР 1 | РБР 2 1 | АСС 1 3 | АСС 2 | ГОК 1 4 | ГОК 2 | НОР 1 3 | НОР 2 НКЛ | 2     | 227  |

### Формула-1
| Рік      | Команда                            | Шасі                  | Двигун                  | 1        | 2      | 3   | 4   | 5   | 6   | 7   | 8   | 9   | 10  | 11  | 12  | 13     | 14       | 15    | 16     | 17     | 18  | 19    | 20       | 21    | 22     | 23     | 24       | Місце | Очки |
| -------- | ---------------------------------- | --------------------- | ----------------------- | -------- | ------ | --- | --- | --- | --- | --- | --- | --- | --- | --- | --- | ------ | -------- | ----- | ------ | ------ | --- | ----- | -------- | ----- | ------ | ------ | -------- | ----- | ---- |
| 2022     | Scuderia AlphaTauri                | AlphaTauri AT03       | Red Bull RBPTH001 V6 t  | БАХ      | САУ    | АВС | ЕМІ | МАЯ | ІСП | МОН | АЗЕ | КАН | ВЕЛ | АВТ | ФРА | УГО    | БЕЛ Тест | НІД   | ІТА    | СІН    | ЯПО | США   | МЕХ Тест | САП   |        |        |          | –     | –    |
| 2022     | Oracle Red Bull Racing             | Red Bull RB18         | Red Bull RBPTH001 V6 t  |          |        |     |     |     |     |     |     |     |     |     |     |        |          |       |        |        |     |       |          |       |        |        | АБУ Тест | –     | –    |
| 2023     | Scuderia AlphaTauri                | AlphaTauri AT04       | Honda RBPTH001 1.6 V6 t | БАХ      | САУ    | АВС | АЗЕ | МАЯ | МОН | ІСП | КАН | АВТ | ВЕЛ | УГО | БЕЛ | НІД 13 | ІТА 11   | СІН 9 | ЯПО 11 | КАТ 17 | США | МЕХ   | САП      | ЛВГ   | АБУ    |        |          | 20    | 2    |
| 2024     | Visa Cash App RB F1 Team           | RB VCARB 01           | Honda RBPTH002 1.6 V6 t | БАХ      | САУ    | АВС | ЯПО | КИТ | МАЯ | ЕМІ | МОН | КАН | ІСП | АВТ | ВЕЛ | УГО    | БЕЛ      | НІД   | ІТА    | АЗЕ    | СІН | США 9 | МЕХ 16   | САП 9 | ЛВГ 16 | КАТ 14 | АБУ 17†  | 21    | 4    |
| 2025     | Oracle Red Bull Racing             | Red Bull RB21         | Honda RBPTH002 1.6 V6 t | АВС Схід | КИТ 12 |     |     |     |     |     |     |     |     |     |     |        |          |       |        |        |     |       |          |       |        |        |          | 17*   | 0*   |
| 2025     | Visa Cash App Racing Bulls F1 Team | Racing Bulls VCARB 02 | Honda RBPTH002 1.6 V6 t |          |        | ЯПО | БАХ | САУ | МАЯ | ЕМІ | МОН | ІСП | КАН | АВТ | ВЕЛ | БЕЛ    | УГО      | НІД   | ІТА    | АЗЕ    | СІН | США   | МЕХ      | САП   | ЛВГ    | КАТ    | АБУ      | 17*   | 0*   |
| Джерело: |                                    |                       |                         |          |        |     |     |     |     |     |     |     |     |     |     |        |          |       |        |        |     |       |          |       |        |        |          |       |      |

* Сезон триває.